# Fernando Paternoster
Fernando Paternoster, född 24 maj 1903 i Pehuajó, död 6 juni 1967 i Buenos Aires, var en argentinsk fotbollsspelare.
Paternoster blev olympisk silvermedaljör i fotboll vid sommarspelen 1928 i Amsterdam.